# Said-Emin Tukajew
Said-Emin (Daidasz) Tukajew, ros. Саид-Эмин (Дайдаш) Тукаев (ur. 3 kwietnia 1903 r. w Groznym, zm. w 1954 r. w Paryżu) – oficer armii francuskiej (kapitan), emigracyjny północnokaukaski działacz narodowy, członek Północnokaukaskiego Komitetu Narodowego podczas II wojny światowej
W 1920 r. przybył do Paryża. Zaangażował się w emigracyjną działalność polityczną. Od 1926 r. działał w organizacji "Prometeusz". Opowiadał się za ideą kaukaskiego państwa w formie konfederacji, niezależnej od ZSRR. W 1934 r. uczestniczył w podpisaniu tzw. "Paktu Konfederacji Kaukazu" między przedstawicielami emigracji gruzińskiej, azerbejdżańskiej i północnokaukaskiej. W II poł. lat 30. wstąpił do Legii Cudzoziemskiej, gdzie awansował do stopnia kapitana. Po ataku wojsk niemieckich na ZSRR 22 czerwca 1941 r., opuścił jej szeregi. W 1943 r. wszedł w skład Północnokaukaskiego Komitetu Narodowego w Berlinie. Objeżdżał obozy jenieckie dla czerwonoarmistów, prowadząc agitację antysowiecką i nabór Górali kaukaskich do batalionów Legionu Północnokaukaskiego. Po zakończeniu wojny powrócił do służby w armii francuskiej. Był członkiem Związku Oficerów Byłych Kombatantów Armii Francuskiej. Starał się przeciwdziałać deportacji Czeczeńców i przedstawicieli innych narodów północnego Kaukazu do ZSRR.